# Диндал, Марк
Марк Диндал (англ. Mark Dindal; род. в 1960 году в г. Колумбус, штат Огайо, США) — американский кинорежиссёр, сценарист и художник, наиболее известен по таким работам как «Коты не танцуют», «Похождения императора» и «Цыплёнок Цыпа». Он также работал во многих проектах Диснея в качестве аниматора эффектов, а также руководил созданием спецэффектов для нескольких фильмов, таких как «Русалочка» и «Спасатели в Австралии».

## Биография

### Ранние годы/Аниматор эффектов в Disney (1960-1988)
Диндал родился в Колумбусе, штат Огайо, в 1960 году.
В детстве Диндал находился под влиянием фильмов Диснея и субботних мультфильмов Warner Bros.. Одним из первых на него повлиял диснеевский «Меч в камне», который, как он вспоминает, его бабушка привела на фильм, когда ему было три года. Помогло и то, что его отец взял искусство в качестве хобби и научил Диндала рисовать, когда рос в Сиракузах, штат Нью-Йорк.
В подростковом возрасте Диндал посещал среднюю школу Джеймсвилл-ДеВитт, где он посещал большинство уроков рисования, которые школа предлагала, наряду с созданием комиксов и короткометражных фильмов. Диндал изучал анимацию в Калифорнийском институте искусств. Он начал работать в Disney в 1980 году. Его ранние работы включали «Лис и пёс», «Черный котел», «Рождественская история Микки», «Великий мышиный сыщик» и «Оливер и компания», каждый из них следует очень похожему стилю анимации во всех фильмах. Этот стиль состоял из похожих фонов с тонкой анимацией и сложными эффектами персонажей, что было хорошо принято.

### Уход и возвращение в Disney (1986-1992)
После этих проектов Диндал ненадолго покинул Disney, чтобы поработать над несколькими проектами для разных студий, включая мультсериал «Брэйвстар» и «Отважный маленький тостер». Он вернулся в студию в 1987 году и получил свою первую главную роль специалиста по визуальным эффектам в «Русалочке». Позже он работал главным аниматором в фильме «Спасатели в Австралии» и работал аниматором эффектов в анимационном фильме «Аладдин».

### Диндал в роли режиссёра (1991-2000)
Впервые Диндал сел в кресло режиссёра для короткого пропагандистского отрывка в стиле 1940-х годов для фильма о супергероях «Ракетчик» 1991 года. Работая с командой из трех других аниматоров, Диндал черпал вдохновение из мультфильмов Диснея о войне, таких как «Победа с помощью авиации» и сериала Фрэнка Капры «Почему мы сражаемся».
Дебютом Диндала стал полнометражный фильм «Коты не танцуют», который был выпущен в 1997 году, за три года до выхода «Похождения императора» в 2000 году. В «Котах не танцуют» Диндал озвучил Макса. Фильм получил премию Энни за лучший анимационный фильм, а Диндал был номинирован на роль режиссера. Первоначально предполагалось, что «Похождения императора» станет диснеевским мюзиклом под названием «Королевство Солнца». Однако идея не сработала, поэтому Диндал вместе с Крисом Уильямсом и Дэвидом Рейнольдсом изменили сценарий на комедию. В процессе производства на шесть лет, он начал работать над «Коты не танцуют».

### Цыплёнок Цыпа (2005)
Диндал работал над «Цыплёнком Цыпой», ещё одной постановкой Диснея, для которой требовалась большая команда аниматоров. Диндал озвучивал Моркубина Дикобраза и Тренера в фильме. Фильм был номинирован на несколько Энни, хотя Диндал не был номинирован как режиссер. Во время производства фильма студия DisneyToon выпустила «Похождения императора 2» в качестве полнометражного фильма. Поскольку Диндал в то время работал над «Цыплёнком Цыпой», у него не было должности в штате. Позже Диндал создал мультсериал «Новая школа императора».

### Пост-Disney (2006-настоящее время)
В марте 2006 года, на следующий день после выпуска «Цыплёнок Цыпа» на DVD, Диндал и продюсер Рэнди Фуллмер покинули компанию, потому что, как сообщается, они устали иметь дело с тогдашним главой Walt Disney Animation Studios Дэвидом Стейнтоном. В течение трех лет Диндал был назначен режиссером нескольких игровых фильмов, включая «Секретарь Шерлока» и «Дом вдребезги», оба для Walden Media, а также экранизацию детской книги. «Крингл» для Paramount Pictures.
В декабре 2010 года Диндал собирался снимать для студий DreamWorks Animation анимационный фильм «Я и моя тень», основанный на его собственном питче, в котором сочетались бы как компьютерная, так и традиционная анимация. В январе 2012 года он больше не руководил фильмом и был заменен художником-постановщиком Алессандро Карлони в качестве режиссера, и с 2013 года фильм находился в стадии разработки.
В июле 2014 года он предоставил иллюстрации для документального фильма «Рестранг», в котором рассказывается о коллеге Рэнди Фуллмере  и о его карьере в Wyn Guitars с 2006 года. 12 ноября 2018 года было объявлено, что Диндал будет разрабатывать анимационный фильм о «Гарфилде» для Alcon Entertainment, предварительно производство начнется в следующем месяце в Лос-Анджелесе. В марте 2019 года Диндал был задействован в качестве сценариста и помог создать персонажей, Гаса и Купера, для фильма Nickelodeon 2019 года «Волшебный парк джун». В том же году было объявлено, что Диндал вместе с ветераном Pixar Тедди Ньютоном, разработает фильм на основе поп-фигур Funko для Warner Bros. Animation.

### Нереализованные проекты
- Оригинальная версия «Коты не танцуют» задолго до того, как Диндал был назначен режиссёром, «Коты не танцуют» изначально представлял собой фильм с живыми актёрами и компьютерной графикой, в котором Майкл Джексон был бы продюсером, звездой и музыкальным консультантом. К 1994 году Джексон полностью покинул проект.
- «Королевство Солнца» — это должен был быть эпический пересказ «Принца и нищего» в духе «Короля Льва». История была переписана к 1998 году в виде небольшого фильма под названием «Похождения императора».
- В сентябре 2001 года режиссёр Марк Диндал («Коты не танцуют», «Похождения императора») разрабатывал идею для мультфильма по сказке «Цыплёнок Цыпа». В этой версии Цыпа была девочкой с нервным, мрачным и унылым характером. По сюжету она отправляется в летний лагерь, чтобы приобрести уверенность в себе, и восстановить отношения с отцом. В летнем лагере она раскрывает гнусный план, направленный на её родной город и придуманный её вожатым. Сюжет был полностью переработан, и Дэвид Стейнтон стал новым главой Walt Disney Feature Animation в 2003 году.
- «Секретарь Шерлока» — это игровой фильм о человеке, который проживает в печально известном доме Шерлока Холмса, получает письмо с просьбой о помощи Холмса. Жизнь мужчины меняется, когда он решает взяться за это дело.
- «Крингл» — экранизация одноимённой книги, рассказывающей нерассказанную историю Санта-Клауса.
- «Дом вдребезги» — это игровой фильм о говорящих питомцах молодоженов, которым необходимо приспособиться к совместной жизни под одной крышей. Помимо режиссуры, Диндал также оттачивал сценарий, изначально написанный сценаристом «Друга невесты» Адамом Штыкиелем. Последнее обновление было в 2011 году, когда фильм переписывали исполнительные продюсеры Джордж Лопес, Пол Каплан и Марк Торгов[14].
- «Я и моя тень» — отмененный фильм для студий «DreamWorks Animation».

## Фильмография
| Год          | Фильм                                         | Оригинальное название                          | Роль                |
| ------------ | --------------------------------------------- | ---------------------------------------------- | ------------------- |
| 1997 г.      | «Коты не танцуют»                             | Cats Don’t Dance                               | режиссёр            |
| 2000 г.      | «Похождения императора»                       | The Emperor’s New Groove                       | режиссёр            |
| 2005 г.      | «Цыплёнок Цыпа»                               | Chicken Little                                 | сценарист, режиссёр |
| 2005 г.      | «Похождения императора 2: Приключения Кронка» | The Emperor’s New Groove 2: Kronk’s New Groove | сценарист           |
| 2006-2008 г. | «Новая школа императора»                      | The Emperor’s New School                       | сценарист           |
| 2024 г.      | «Гарфилд в кино»                              | The Garfield Movie                             | режиссёр            |
| TBA          | Безымянный фильм про «Funko»                  | TBA                                            | сценарист           |

## Награды и номинации

### Номинации
- Лучшее индивидуальное достижение: постановка художественного фильма «Коты не танцуют» (Энни) (1997)
- Выдающееся личное достижение в написании анимационного фильма для «Похождения императора» (Энни) (2001)
- Выдающееся индивидуальное достижение за постановку анимационного фильма для фильма «Похождения императора» (Энни) (2001)
- Лучший анимационный фильм «Похождения императора» (Энни) (2001)
- Лучший анимационный фильм «Похождения императора» (Спутник) (2001)
- Лучший анимационный фильм «Цыплёнок Цыпа» (Спутник) (2005)
- Лучший анимационный полнометражный фильм «Цыплёнок Цыпа» (Critics’ Choice Movie Awards) (2005)

### Выиграл
- Лучший анимационный фильм: «Коты не танцуют» (Энни) (1997)